# Полимиксии
Полимиксии, или барбуды (лат. Polymixia) — род лучепёрых рыб из монотипического семейства барбудовых, или полимиксиевых (Polymixiidae), выделяемого в монотипный отряд барбудообразных, или полимиксиобразных (Polymixiiformes). Длина тела составляет от 14 до 48 см. Обитают в тропических и субтропических регионах Атлантического, Индийского и Тихого океанов на глубине от 180 до 640 м. Отличительным признаком являются два усика длиной с голову, которые служат для поиска корма на илистом или песчаном дне. Питаются червями, мелкими моллюсками и ракообразными.

## Виды
- Polymixia berndti — Полимиксия Берндта[3]
- Polymixia busakhini
- Polymixia fusca — Североиндоокеанская полимиксия
- Polymixia japonica — Японская полимиксия, или японская барбуда
- Polymixia longispina
- Polymixia lowei — Западноатлантическая полимиксия, или полимиксия Лоу
- Polymixia nobilis — Барбудо[2], или благородная полимиксия
- Polymixia salagomeziensis
- Polymixia sazonovi
- Polymixia yuri — Восточнотихоокеанская полимиксия, или полимиксия Щербачёва